# Snašići
Snašići, popis 1991; skupaj: 50
Snašići (italijansko Torre Annunziata) so naselje na Hrvaškem, ki geopolitično spada pod občino Sveta Nedelja; le-ta pa spada pod Istrsko županijo.

## Demografija
| Pregled števila prebivalstva po letih | Pregled števila prebivalstva po letih | Pregled števila prebivalstva po letih | Pregled števila prebivalstva po letih | Pregled števila prebivalstva po letih | Pregled števila prebivalstva po letih | Pregled števila prebivalstva po letih | Pregled števila prebivalstva po letih | Pregled števila prebivalstva po letih | Pregled števila prebivalstva po letih | Pregled števila prebivalstva po letih | Pregled števila prebivalstva po letih | Pregled števila prebivalstva po letih | Pregled števila prebivalstva po letih |      |
| ------------------------------------- | ------------------------------------- | ------------------------------------- | ------------------------------------- | ------------------------------------- | ------------------------------------- | ------------------------------------- | ------------------------------------- | ------------------------------------- | ------------------------------------- | ------------------------------------- | ------------------------------------- | ------------------------------------- | ------------------------------------- | ---- |
| 1857                                  | 1869                                  | 1880                                  | 1890                                  | 1900                                  | 1910                                  | 1921                                  | 1931                                  | 1948                                  | 1953                                  | 1961                                  | 1971                                  | 1981                                  | 1991                                  | 2001 |
| 0                                     | 0                                     | 51                                    | 16                                    | 26                                    | 0                                     | 0                                     | 0                                     | 0                                     | 56                                    | 64                                    | 45                                    | 65                                    | 50                                    | 70   |